# Adalberto Cardoso
Adalberto Cardoso (Garopaba-SC, 21 de dezembro de 1905 - Rio de Janeiro-RJ, 10 de janeiro de 1972) foi um militar e atleta olímpico brasileiro, que competiu na prova dos 10.000 m nos Jogos Olímpicos de Verão de 1932, em Los Angeles.

## Carreira
Em 1925, Adalberto teve de se mudar para o Rio de Janeiro após entrar para a Marinha como grumete. Foi nesta época que ele começou a praticar atletismo pela Liga de Sports da Marinha, especializando-se nas provas de longa distância.
Adalberto foi o primeiro atleta a correr descalço nos Jogos Olímpicos. Para chegar ao local da prova, ele viveu uma verdadeira epopeia. Para financiar a viagem, cerca de 55 mil sacas de café deveriam ser vendidas nas paradas nos portos. Mesmo assim, faltou dinheiro para o desembarque: para cada atleta que deixasse o navio Itaquicê, que levava os brasileiros, era cobrado um dólar pelas autoridades locais. Por isso, foi decidido que sairiam somente os competidores com chances de medalha. Adalberto escapou em São Francisco (que fica a 600km de Los Angeles) e, entre percursos a pé e de carona, chegou até a cidade do evento, em uma epopeia de mais de 18 horas sem dormir, nem se alimentar – eles tinham comido apenas frutas no caminho. Segundo o COB, ele "chegou ao Estádio Olímpico quando faltavam 10 minutos para o início da prova dos 10.000 metros, sua especialidade (...) Adalberto mal teve tempo de vestir seu uniforme e, ainda assim, incompleto: foi o primeiro atleta a correr descalço nos Jogos Olímpicos". Chegou a cair três vezes durante o trajeto e só completou a corrida duas voltas depois dos adversários. Terminou a prova em último lugar, o que não o impediu de ser saudado pela torcida por sua dedicação. Por conta disso, ele ganhou a alcunha de Iron Man (O Homem de Ferro) do jornal The New York Times.
Após sua saga nos Jogos de 1932, ele transferiu-se para o seu estado natal, onde chegou ao posto de Primeiro-Tenente. Em 1938, foi condecorado pela Marinha com a medalha de bronze. Após se aposentar das Forças Armadas, passou a trabalhar na marinha mercante.
Foi várias vezes campeão carioca, brasileiro e sul-americano. Manteve-se ativo em competições até 1946.

### Combatente na 2ª Guerra Mundial
Na década de 40, Adalberto serviu em dois navios de guerra durante a 2ª Guerra Mundial. Segundo a Marinha, o primeiro foi o caça-submarinos Gurupi, em 1943, e o outro, o Goiana, do mesmo tipo, em que ficou do final de 1943 até 1946, com o fim da guerra.

## Falecimento
Faleceu em 11 de janeiro de 1972, aos 66 anos, vitimado por um AVC, enquanto jogava dominó.

## Na Cultura Popular
- Adalberto é um dos personagens do livro "Brasileiros olímpicos", lançado no ano 2000 de autoria do trio de jornalistas Jorge Luiz Rodrigues, Lédio Carmona e Tiago Petrik, que conta fatos curiosos sobre os atletas brasileiros em olimpíadas[8].
- Em 2016 foi lançado o documentário "1932: A Medalha Esquecida", produzido e roteirizado por Ernesto Rodrigues, que conta a sua saga para competir nos Jogos Olímpicos de Verão de 1932, em Los Angeles[9].